# Куцопал Володимир Миколайович
Володи́мир Микола́йович Куцопа́л (нар. 2 квітня 1970, м. Конотоп Сумської області, Українська РСР, СРСР — пом. 5 квітня 2022, с. Осокорівка Нововоронцовського району Херсонської області) — солдат підрозділу Збройних Сил України, учасник російсько-української війни, що загинув у ході російського вторгнення в Україну в 2022 році.

## Життєпис
Народився 2 квітня 1970 року в м. Конотопі Сумської області. 
Семирічним пішов до 1-го класу Конотопської загальноосвітньої школи І—ІІІ ступенів № 14. Після її закінчення у 1985 році, три роки здобував професію столяра в Конотопському професійно-технічному училищі № 4. Згодом, з 1988 року, працював на Конотопському вагоноремонтному заводі, у вільний час займався дресируванням собак. 
З лютого 2015 до липня 2016 року перебував в районі проведення АТО на сході України. З початком повномасштабного російського вторгнення в Україну, 23 березня 2022 року відбув на війну у складі 80-тої десантно-штурмової бригади Збройних Сил України. Службу проходив кулеметником. 
Під час боїв за м. Кривий Ріг, разом з помічником, зайняв позицію, щоб прикрити своїх товаришів, які сідали до БТР (бронетранспортер). Вони знищили багато ворогів, чим врятували життя своїх побратимів, але прилетів ворожий снаряд, внаслідок вибуху помічник кулеметника загинув відразу, Володимира Куцопала поранено.
Загинув 5 квітня 2022 року під час бою з російськими окупантами в с. Осокорівці Нововоронцовського району Херсонської області.
Церемонія прощання з Володимиром Куцопалом відбулася 9 квітня 2022 року в Соборі Різдва Пресвятої Богородиці у м. Конотопі.

## Нагороди
- орден «За мужність» III ступеня (2022, посмертно) — за особисту мужність і самовіддані дії, виявлені у захисті державного суверенітету та територіальної цілісності України, вірність військовій присязі[3].